# منتخب إسكتلندا للريشة الطائرة
منتخب اسكتلندا لتنس الريشة هو ممثل اسكتلندا الرسمي في المنافسات الدولية في كرة الريشة .